# Masters of Rock (festiwal)
Masters of Rock to jeden z największych rockowo-metalowych festiwali odbywających się w Czechach, a dokładnie w Vizovicach koło Zlina. W roku 2005 festiwal został uznany za najlepszy festiwal roku w Czechach. W roku 2007 festiwal przyciągnął ponad 30 000 fanów.

## Zespoły występujące
27.6.–28.6. 2003 – Die Happy, Hammerfall, Overkill, Prong, Slade ...
2.7.–4.7. 2004 – Arakain, Die Happy, Europe, Gaia Mesiah, Helloween, In Extremo, Stratovarius, Visions of Atlantis, i inni…
15.7.–17.7. 2005 – Die Happy, Edguy, Hammerfall, Holyhell, Korpiklaani, Manowar, Nightwish, Rage, Rhapsody, Tři sestry, Waltari, i inni… 
14.7.–17.7. 2006 – Apocalyptica, Deathstars, Edguy, Evergrey, Gamma Ray, Helloween, Masterplan, Metal Church, Rage, The Gathering, Whitesnake, Within Temptation, i inni… 
12.7.-15.7. 2007 – After Forever, Epica, Finntroll, Hammerfall, Children of Bodom, In Extremo, Motörhead, Rage + Lingua Mortis Orchestra, Sepultura, Stratovarius, Tleskač, Thunder, Törr, i inni…
10.7.-13.7. 2008 – Alestorm, Amon Amarth, Annihilator, Apocalyptica, Arakain + Plzeňská filharmonie, Avantasia, Bloodbound, Def Leppard, Gotthard, Korpiklaani, Ministry, Moonspell, Sabaton, Salamandra, Sirenia, Sonata Arctica, The Sorrow, Tristania, Within Temptation, i inni...
9.7.-12.7. 2009 – Arch Enemy, Blind Guardian, Crucified Barbara, Deathstars, DragonForce, Edguy, Eluveitie, Europe, Evergrey, In Extremo, Interitus, Kataklysm, Keep Of Kalessin, Korpiklaani, Nightwish, Rage, Shaaman + Gocmen Symphony orchestra of Turkey, Schandmaul, Stratovarius, Tiamat, i inni...
15.–18 .7. 2010 – Accept, Annihilator, Gamma Ray, Behemoth, Delain, Destruction, Doro Pesch, Epica, HolyHell, Lordi, Manowar, Metalforce, Mike Terrana, Primal Fear, Queensrÿche, Sabaton, Tarja Turunen + Filharmonie Bohuslava Martinů, Tublatanka, Unisonic, Horkýže Slíže, Doga, Škwor, i inni...

## Powiązane wydarzenia
Co roku w Zlinie odbywa się także edycja zimowa (jednodniowa).
W Zlinie także znajduje się Masters of Rock Cafe, gdzie odbywają się pojedyncze występy przez cały rok.